# Magda Olivero
Magda Olivero (ur. 25 marca 1910 w Saluzzo, zm. 8 września 2014 w Mediolanie) – włoska śpiewaczka operowa, sopran, jedna z legend sceny operowej, śpiewająca od lat 30. do wczesnych 80., na scenach europejskich i amerykańskich.

## Życiorys

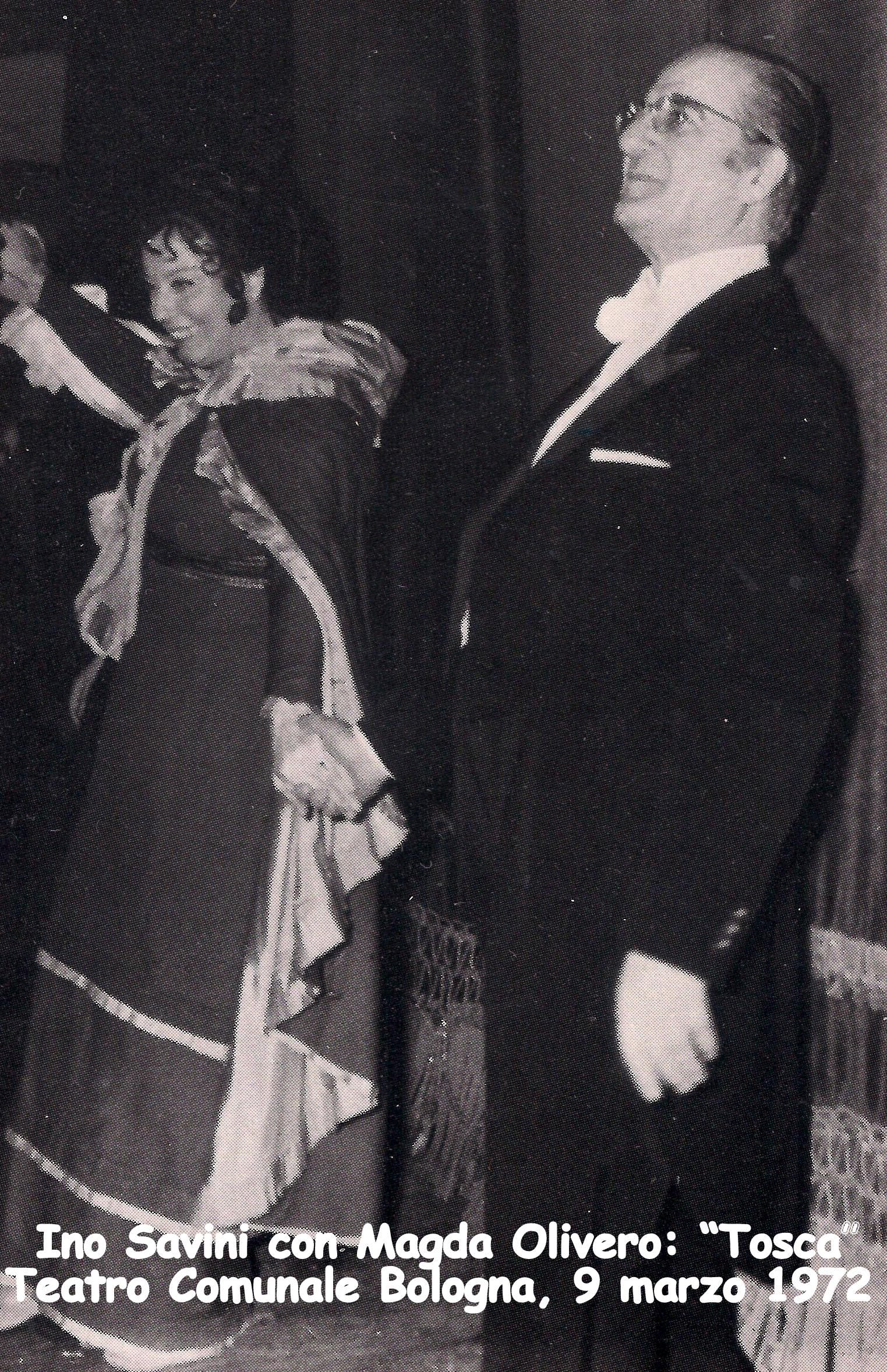
Ino Savini z Magdą Olivero,
po przedstawieniu Toski, Bolonia, 9 marca 1972

Urodzona jako Maria Maddalena Olivero.
Zadebiutowała na scenie operowej w 1932 roku w Turynie w oratorium Nino Cattozzy (1886–1961) I misteri dolorosi. Śpiewała do roku 1941, kiedy to wyszła za mąż i wycofała się ze sceny. Powróciła 10 lat później aby na prośbę kompozytora Francesca Cilei zaśpiewać tytułową rolę w jego operze Adriana Lecouvreur. Od 1951 roku śpiewała w teatrach operowych na całym świecie. Wykreowała takie role jak m.in. Gildę, Traviatę, Toskę, Fedorę, Adrianę Lecouvreur, Manon Lescaut, Medeę, Iris, Madame Butterfly, Mimi, Liu, Minnie, Wally. Śpiewała też w prawykonaniach i dziełach kompozytorów współczesnych: Gian Francesca Malipiera, Renza Rosselliniego, Angela Costaguty, Flavia Testiego.
W 1967 roku zaśpiewała tytułową Medeę w operze Cherubiniego w Dallas.
Magda Olivero śpiewała u boku kilku pokoleń największych artystów swoich czasów (Beniamino Gigli, Franco Corelli, Mario del Monaco, Daniele Barioni, Plácido Domingo, Luciano Pavarotti, Giulietta Simionato, Fedora Barbieri). Miała niesłychanie charakterystyczny głos, z bardzo swobodną górą. W śpiewie nie obawiała się używać nowoczesnych, pozawokalnych aktorskich środków wyrazu, niezwykle angażowała się w kreowaną na scenie postać. Rodolfo Celleti uważał Magdę Olivero za jedną z największych aktorek na scenie operowej XX wieku (obok Marii Callas i Claudii Muzio).
W wieku 65 lat, po blisko 4 dekadach śpiewania zadebiutowała w Metropolitan Opera w Nowym Jorku, rolą Toski.
Jej ostatnie występy odbyły w marcu 1981 roku w Weronie (Głos człowieczy Francisa Poulenca). Od tej pory Magda Olivero śpiewała i nagrywała okazjonalnie.
Zmarła w Mediolanie w wieku 104 lat.

## Repertuar operowy
- Franco Alfano, Cyrano de Bergerac (Roksana)
- Franco Alfano, La leggenda di Sakùntala (Sakùntala)
- Franco Alfano, Zmartwychwstanie (Katiusza Michajłowna)
- Franco Alfano, L’ultimo lord (Freddie)
- Mario Barbieri, Alcassino e Nicoletta (Nicoletta)
- Georges Bizet, Carmen (Micaela)
- Arrigo Boito, Mefistofele (Małgorzata)
- Piotr Czajkowski, Mazepa (Maria)
- Piotr Czajkowski, Dama pikowa (Hrabina)
- Alfredo Catalani, La Wally (Wally)
- Nino Cattozzo, I misteri dolorosi (Maria Maddalena)
- Luigi Cherubini, Medea (Medea)
- Francesco Cilea, Adriana Lecouvreur (Adriana)
- Angelo Costaguta, Santa Rita da Cascia (Santa Rita, prawykonanie)
- Gaetano Donizetti, Faworyta (Ines)
- Gottfried von Einem, Wizyta starszej pani (Klara Zachanassian)
- Sandro Fuga, Confessione (Maria, prawykonanie sceniczne)
- Ottorino Gentilucci, Don Ciccio, ovvero La trappola (Carmela)
- Umberto Giordano, Fedora (Fedora)
- Umberto Giordano, Marcella (Marcella)
- Umberto Giordano, Mese mariano (Carmela)
- Charles Gounod, Faust (Małgorzata)
- Arthur Honegger (e Jacques Ibert), L’Aiglon (Franz, in travesti)
- Leoš Janáček, Jenůfa (Żona zakrystianina, Kostelnička Buryjovka)
- Armando La Rosa Parodi, Cleopatra (Cleopatra)
- Armando La Rosa Parodi, Il mercante e l’avvocato (Bettina, prawykonanie)
- Franco Langella, Assunta Spina (Assunta Spina)
- Felice Lattuada, La caverna di Salamanca (Leonarda, prawykonanie)
- Gian Francesco Malipiero, Filomela e l’infatuato (Filomela)
- Gian Francesco Malipiero, Mondi celesti e infernali (Medea/Poppea/Maria/Giulietta/Rosaura)
- Gian Francesco Malipiero, Orfeide: Sette canzoni (la madre pazza)
- Pietro Mascagni, Iris (Iris)
- Pietro Mascagni, Cavalleria rusticana (Santuzza)
- Pietro Mascagni, L’amico Fritz (Suzel)
- Jules Massenet, Manon (Manon)
- Jules Massenet, Werter (Charlotte)
- Gian Carlo Menotti, Medium (Madame Flora)
- Claudio Monteverdi, Il ballo delle ingrate (Amor)
- Claudio Monteverdi, Combattimento di Tancredi e Clorinda (Clorinda)
- Claudio Monteverdi, Koronacja Poppei (Dama, Pallade)
- Giuseppe Mulè, La monacella della fontana (Marù)
- Wolfgang Amadeus Mozart, Don Giovanni (Zerlina)
- Errico Petrella, I promessi sposi (Lucia)
- Riccardo Pick-Mangiagalli, Notturno romantico (La contessa Elisa)
- Francis Poulenc, Dialogi karmelitanek (Matka maria, Stara Przeorysza)
- Francis Poulenc, Głos człowieczy (Kobieta)
- Giacomo Puccini, Manon Lescaut (Manon)
- Giacomo Puccini, Cyganeria (Mimì)
- Giacomo Puccini, Tosca (Floria Tosca)
- Giacomo Puccini, Madama Butterfly (Cio Cio San)
- Giacomo Puccini, Dziewczyna z Zachodu (Minnie)
- Giacomo Puccini, Płaszcz (Giorgetta)
- Giacomo Puccini, Siostra Angelica (Angelica)
- Giacomo Puccini, Gianni Schicchi (Lauretta)
- Giacomo Puccini, Turandot (Liù)
- Ottorino Respighi, Maria Egiziaca (Niewidoma)
- Renzo Rossellini, La guerra (Marta)
- Nino Rota, Il cappello di paglia di Firenze (La baronessa di Champigny)
- Gerardo Rusconi, Lode alla Trinità (Santa Caterina da Siena, soprano i glos recytujący, prawykonanie)
- Henri Sauguet, La Voyante (cantata per soprano e 10 strumenti)
- João de Sousa Carvalho, Penelope nella partenza da Sparta (Penelope)
- Richard Strauss, Kawaler srebrnej róży (Zofia)
- Flavio Testi, La Celestina (Melibea, prawykonanie)
- Giuseppe Verdi, Falstaff (Alicja Ford, Nannetta)
- Giuseppe Verdi, La traviata (Violetta)
- Giuseppe Verdi, Rigoletto (Gilda)
- Giuseppe Verdi, Nabucco (Anna)
- Richard Wagner, Lohengrin (Elsa)
- Ermanno Wolf-Ferrari, L’amore medico (Lisetta)
- Ermanno Wolf-Ferrari, I quatro rusteghi (Felice)
- Ermanno Wolf-Ferrari, La vedova scaltra (Rosaura)
- Ermanno Wolf-Ferrari, Il campiello (Gnese, Lucieta)
- Riccardo Zandonai, Francesca da Rimini (Francesca)
- Riccardo Zandonai, Giulietta e Romeo (Giulietta)

## Nagrania
Po Magdzie Olivero pozostało niewiele oficjalnych nagrań. W 1938 Magda Olivero wzięła udział w pierwszej pełnej rejestracji opery Turandot Pucciniego (u boku Giny Cigny) dla wytwórni Cetra. W 1969 roku, dla Dekki, zarejestrowała Fedorę  (z udziałem Maria del Monaco i Tita Gobbiego, pod dyrekcją Lamberto Gardellego) i fragmenty Franceski da Rimini Riccarda Zandonaia (z udziałem Maria del Monaco pod dyrekcją Nicoli Rescigno). W 1970 ukazał się album z ariami sakralnymi Quando il canto è preghiera, wydany przez wytwórnię Ariston. W 1993 roku, z towarzyszeniem fortepianu, nagrała pełną partię Adriany Lecouvreur.
Przetrwało natomiast wiele niekomercyjnych nagrań jej występów, dlatego też, obok Leyli Gencer, Magda Olivero nazywana jest Królową Piratów.
Nagrania studyjne:
- Giacomo Puccini, Turandot – Gina Cigna, Francesco Merli, Magda Olivero, Luciano Neroni, Gino Del Signore, dyr. Franco Ghione/ 1938 Cetra
- Arie 1939-1953: Adriana Lecouvreur: Poveri fiori, Io son l’umile ancella/ Mefistofele: L’altra notte in fondo al mare/ L’amico Fritz: duetto delle ciliege (część I i II z Ferruccio Tagliavini) / La traviata: Scena i aria Violetty, finał I aktu, Amami Alfredo / Cyganeria: Mi chiamano Mimì i Donde lieta uscì / Tosca: Vissi d’arte/ Turandot: Signore ascolta, Tu che di gel sei cinta/ Manon Lescaut: In quelle trine morbide, Sola perduta e abbandonata / Siostra Angelica: Senza mamma / Louise: Da quel dì / Resurrezione: Dio pietoso / Manon: Addio, o nostro picciol desco / Loreley: Amor, celeste ebbrezza / Iris, Un dì ero piccina / Gianni Schicchi, O mio babbino caro/ Cetra
- Umberto Giordano, Fedora – Magda Olivero, Mario Del Monaco, Tito Gobbi, Virgilio Carbonari, Piero De Palma, dyr. Lamberto Gardelli, 1969 Decca
- Riccardo Zandonai, Francesca da Rimini (fragmenty) – Magda Olivero, Mario Del Monaco, dyr. Nicola Rescigno/ 1969 Decca
- Quando il canto diventa preghiera (pieśni religijne) – Stradella, Haendel, Bach, Mozart, Gounod, Mercandante, Franck, Bizet; organy: Francesco Catena, 1970 / Ariston Records
- Francesco Cilea, Adriana Lecouvreur (fragmenty) – Magda Olivero, Alberto Cupido, Marta Moretto, Orazio Mori; fortepian: Carmelina Gandolfo, 1993, Bongiovanni

Nagrania występów
- Franco Alfano, Resurrezione – Magda Olivero, Giuseppe Gismondo, Antonio Boyer, Anna Di Stasio, dyr. Elio Boncompagni, RAI Torino 1971 / Première Opera/SRO/Gala
- Arrigo Boito, Mefistofele – Cesare Siepi, Flaviano Labò, Magda Olivero, Rita Orlandi Malaspina – dyr. Francesco Molinari-Pradelli, Rio de Janeiro 1964 / House of Opera
- Arrigo Boito, Mefistofele – Cesare Siepi, Giorgio Merighi, Magda Olivero, dyr. Nello Santi, Macerata 1972 /. Première Opera
- Alfredo Catalani, La Wally – Magda Olivero, Amedeo Zambon, Silvano Carroli, dyr. Ferruccio Scaglia – Bergamo 1972 / Opera D’Oro
- Francesco Cilea, Adriana Lecouvreur – Magda Olivero, Franco Corelli, Giulietta Simionato, Ettore Bastianini, dyr. Mario Rossi, Neapol 1959 / Melodram/Phoenix
- Francesco Cilea – Adriana Lecouvreur – Magda Olivero, Juan Oncina, Adriana Lazzarini, Sesto Bruscantini. dyr. Oliviero De Fabritiis, Edynburg 1963 / Testament
- Francesco Cilea, Adriana Lecouvreur – Magda Olivero, Juan Oncina, Anna Maria Rota, Mario Basiola, dyr. Oliviero De Fabritiis, Milano-RAI 1965 / Edizione Lirica
- Francesco Cilea, Adriana Lecouvreur – Magda Olivero, Ferrando Ferrari, Mimi Aarden, Renato Capecchi, dyr. Fulvio Vernizzi – Amsterdam 1965 / Première Opera
- Francesco Cilea, Adriana Lecouvreur – Magda Olivero, Plácido Domingo, Maria Luisa Nave, Enzo Sordello, dyr. Alfredo Silipigni – Newark 1973 ed. Legato Classics/Première Opera
- Luigi Cherubini, Medea – Magda Olivero, Bruno Prevedi, Graziella Sciutti, Bianca Maria Casoni, dyr. Nicola Rescigno, Dallas 1967 / GOP
- Luigi Cherubini, Medea – Magda Olivero, Angelo Lo Forese, Loris Gambelli, Elena Baggiore, dyr. Nicola Rescigno, Mantova 1971 / Myto
- Piotr Czajkowski, Mazepa (po włosku) – Magda Olivero, Ettore Bastianini, Boris Christoff, Mariana Radev, dyr. Ionel Perlea, Florencja 1954 / Cetra/GOP/Melodram
- Gottfried von Einem, Wizyta starszej pani (po włosku) – Magda Olivero, Renato Cesari, Franca Tajuti, Pier Miranda Ferraro, dyr. Ettore Gracis, Napoli 1977
- Umberto Giordano, Fedora – Magda Olivero, Giuseppe Di Stefano, Guido Mazzini, dyr. Napoleone Annovazzi, Lucca 1969 / GDS/GOP
- Leoš Janáček, Jenůfa – Grace Bumbry, Magda Olivero, Robleto Merolla, Renato Cioni, dyr. Jerzy Semkov, La Scala 1974 / Myto
- Pietro Mascagni, Iris – Magda Olivero, Salvatore Puma, Giulio Neri, dyr. Angelo Questa, Turyn, RAI 1956/ Cetra
- Pietro Mascagni, Iris – Magda Olivero, Luigi Ottolini, Renato Capecchi, dyr. Fulvio Vernizzi – Amsterdam 1963 / GOP/Opera D’Oro
- Jules Massenet, Werther – Magda Olivero, Agostino Lazzari, Saturno Meletti, Nicoletta Panni, dyr. Mario Rossi – Torino-RAI 1963 / Melodram
- Giacomo Puccini, La Fanciulla del West – Magda Olivero, Gastone Limarilli, Lino Puglisi, dyr. Arturo Basile, Triest 1965 / Nuova Era
- Giacomo Puccini, La Fanciulla del west – Magda Olivero, Gastone LImarilli, Anselmo Colzani, dyr. Fernando Previtali, Turyn 1966 / Lyric Distribution
- Giacomo Puccini, La Fanciulla del West – Magda Olivero, Daniele Barioni, Giangiacomo Guelfi, dyr. Oliviero De Fabritiis, Wenecja 1967 / Myto
- Giacomo Puccini, Madama Butterfly – Magda Olivero, Renato Cioni, Mario Zanasi, dyr. Nicola Rescigno – Napoli 1961 ed. GOP/Opera D’Oro
- Giacomo Puccini, Manon Lescaut – Magda Olivero, Umberto Borsò, Fernandino Lidonni, Giovanni Foiani, dyr. Fulvio Vernizzi – Amsterdam 1964 / Eklipse/House of Opera
- Giacomo Puccini, Manon Lescaut – Magda Olivero, Plácido Domingo, Giulio Fioravanti, dyr. Nello Santi – Verona 1970 ed. House of Opera/Opera D’Oro
- Giacomo Puccini, Manon Lescaut – Magda Olivero, Richard Tucker, Vicente Sardinero, dyr. Michelangelo Veltri – Caracas 1972 / Legato Classics/Rodolphe
- Giacomo Puccini, Il tabarro – Magda Olivero, Aldo Bottion, Giulio Fioravanti, dyr. Gaetano Delogu – Firenze 1970 ed. Legato Classics/Premiere Opera
- Giacomo Puccini, Tosca – Magda Olivero, Eugenio Fernandi, Scipio Colombo, Piero De Palma, Coro e Orchestra Sinfonica di Milano della Radiotelevisione Italiana, dyr. Emidio Tieri, Milano-RAI 1957 / Movimento Musica/IDIS
- Giacomo Puccini, Tosca – Magda Olivero, Flaviano Labò, Giangiacomo Guelfi, dyr. Francesco Molinari-Pradelli, Rio de Janeiro 1964 / Opera Lovers
- Giacomo Puccini, Tosca – Magda Olivero, Giuseppe Giacomini, Aldo Protti, Coro e Orchestra del Teatro Comunale di Bologna, dyr. Ino Savini, Faenza 1972 / Bongiovanni/Première Opera
- Giacomo Puccini, Tosca – Magda Olivero, James King, Ingvar Wixell, Charles Anthony Caruso, dyr. Jan Behr – Met 1975 ed. Mitridate Ponto/Opera Lovers
- Giacomo Puccini, Tosca – Magda Olivero, Gianfranco Cecchele, Aldo Protti, dyr. Francesco Molinari-Pradelli – Genova 1975 ed. Gala
- Giacomo Puccini, Tosca – Magda Olivero, Luciano Pavarotti, Cornell MacNeil, Italo Tajo, dyr. James Conlon, Metropolitan Opera a Dallas 1979 / Mitridate Ponto
- Renzo Rossellini, La guerra – Magda Olivero, Giacinto Prandelli, Nicoletta Panni, Walter Alberti, dyr. Massimo Freccia, RAI-Roma 1960 / Eklipse
- Nino Rota, Il cappello di paglia di Firenze – Magda Olivero, Edoardo Gimenez, Mariella Devia, dyr. Elio Boncompagni – Bruxelles 1976 / Gala
- Ermanno Wolf-Ferrari, I quatro rusteghi – Magda Olivero, Nicola Rossi-Lemeni, Fedora Barbieri, Agostino Lazzari, dyr. Ettore Gracis – Torino 1969 / Gala/Opera D’Oro
- Riccardo Zandonai, Francesca da Rimini – Magda Olivero, Mario Del Monaco, dyr. Gianandrea Gavazzeni, La Scala 1959 / Legato Classics/Myto